# Mitsume ga Tooru
Mitsume ga Tooru (三つ目がとおる) là loạt manga do Tezuka Osamu thực hiện. Tác phẩm đã đăng trên tạp chí Weekly Shōnen Magazine từ ngày 07 tháng 7 năm 1974 đến ngày 19 tháng 3 năm 1978. Cốt truyện xoay quanh một cậu bé có ba con mắt tên Sharaku Hosuke, con cháu của một chủng tộc người ba mắt có nền văn minh hùng mạnh vốn bao trùm cả thế giới vào thời cổ xưa. Cậu bé có năng lực phi thường siêu nhiên từ con mắt thứ ba cũng như có khả năng thay đổi nhân cách khi con mắt thứ ba mở ra. Nhân cách này rất mạnh mẽ nhưng cũng cực kỳ mưu mô và hay gây rắc rối, chính vì lý do này mà những người thường xung quanh thường dán con mắt thứ ba của cậu bé lại và chỉ gỡ ra khi cần thiết, nhất là khi cần giải quyết những vấn đề liên quan đến siêu nhiên. Sharaku đã đi thám hiểm cùng cô bạn Wato Chiyoko đến các phế tích của các nền văn minh trên khắp thế giới.
Tác phẩm đã được chuyển thể thành các loại hình truyển thông khác như anime, trò chơi điện tử, tiểu thuyết... Toei Animation thực hiện một phim anime và phát sóng vào ngày 25 tháng 8 năm 1985, còn Shueisha đã thực hiện bộ anime dài 48 tập và phát sóng tại Nhật Bản từ ngày 18 tháng 10 năm 1990 đến ngày 26 tháng 9 năm 1991 trên kênh TV Tokyo. Nhân vật chính còn xuất hiện trong các trò chơi điện tử trên các hệ máy khác nhau với tư cách là nhân vật chính hoặc nhân vật phụ.

## Truyền thông

### Manga
Loạt manga do Tezuka Osamu thực hiện và đăng trên tạp chí Weekly Shōnen Magazine của Kodansha từ ngày 07 tháng 7 năm 1974 đến ngày 19 tháng 3 năm 1978. Các chương sau đó đã được tập hợp lại và phát hành thành 13 tankōbon. Asuka Comics đã đăng ký bản quyền phân phối loạt manga tại Pháp.

### Phim anime
Toei Animation thực hiện một phim anime có tựa Akuma Tou no Prince Mitsume ga Tooru (悪魔島のプリンス 三つ目がとおる), đây là phim anime thứ 8 trong loạt phim anime của kế hoạch phát sóng đặc biệt phát anime 24 giờ liên tục. Phim đã phát sóng vào ngày 25 tháng 8 năm 1985 trên kênh Nippon Television Network. Cốt truyện xoay quanh chuyến phiêu lưu của Sharaku và Wato đến một quần đảo bí ẩn trên một con tàu cũ. Phim nhấn mạnh vào yếu tố giải trí hơn là chủ đề, có thể đây là lý do mà Tezuka Productions không tham gia thực hiện phim anime này.

### Anime
Tezuka Productions đã thực hiện chuyển thể anime dài 48 tập với sự đạo diễn của Ueda Hidehito và phát sóng thại Nhật Bản từ ngày 18 tháng 10 năm 1990 đến ngày 26 tháng 9 năm 1991 trên kênh TV Tokyo. Power International Multimedia đã đăng ký bản quyền phân phối bộ anime này tại Đài Loan.

### Tiểu thuyết
Tanaka Hirofumi đã thực hiện một chương tiểu thuyết và đăng trong cuốn SF Japan vol.3 phát hành tháng 12 năm 2001. Sau đó được tập hợp vào cuốn Tezuka Osamu Cover Thanatos Hen (手塚治虫COVER タナトス篇) phát hành vào tháng 5 năm 2003.
Yamazaki Haruya thì thực hiện chuyển thể tiểu thuyết của phim anime và Kadokawa Shoten lo việc phát hành vào tháng 8 năm 1985.

### Trò chơi điện tử
Hãng Natsume đã phát triển một chuyển thể trò chơi điện tử của tác phẩm cho hệ MSX và phát hành vào năm 1989.
Hãng Natsume sau đó cũng đã phát triển một chuyển thể trò chơi điện tử của tác phẩm cho hệ NES và hãng Tomy lo việc phát hành vào năm 1992. Cốt truyện xoay quanh chuyến phiêu lưu của Sharaku để cứu Wato, người bị một người ba mắt khác bắt cóc.
Sharaku cũng xuất hiện trong trò chơi Astro Boy Tetsuwan Atom (アストロボーイ・鉄腕アトム) trên hệ Game Boy Advance phát hành vào ngày 18 tháng 12 năm 2003.

### Âm nhạc
Bộ anime có 2 bài hát chủ đề, 1 mở đầu và 1 kết thúc. Bài hát mở đầu có tên Hatena no Boomerang (?(ハテナ)のブーメラン) do Tokugaki Tomoko trình bày và bài hát kết thúc có tên Chotto Mahou de Bansouko (ちよっと魔法でばんそうこ) do Nakajima Yasuna trình bày. Hai bài hát này đã phát hành chung trong các album chứa các bản nhạc dùng trong bộ anime vào ngày 21 tháng 12 năm 1990 và 21 tháng 7 năm 1991.
| Tezuka Osamu World Mitsume ga Tooru Music Collection (手塚治虫ワールド 三つ目がとおる 音楽集) | Tezuka Osamu World Mitsume ga Tooru Music Collection (手塚治虫ワールド 三つ目がとおる 音楽集) | Tezuka Osamu World Mitsume ga Tooru Music Collection (手塚治虫ワールド 三つ目がとおる 音楽集) |
| STT                                                                                           | Nhan đề                                                                                       | Thời lượng                                                                                    |
| --------------------------------------------------------------------------------------------- | --------------------------------------------------------------------------------------------- | --------------------------------------------------------------------------------------------- |
| 1.                                                                                            | "プロローグ・滅び去りし文明"                                                                  | 2:29                                                                                          |
| 2.                                                                                            | "?(ハテナ)のブーメラン"                                                                       | 3:01                                                                                          |
| 3.                                                                                            | "写楽と和登"                                                                                  | 4:23                                                                                          |
| 4.                                                                                            | "好奇心と博物館"                                                                              | 5:37                                                                                          |
| 5.                                                                                            | "3つの目と写楽の悲劇"                                                                         | 6:34                                                                                          |
| 6.                                                                                            | "悪魔の力と影の計略"                                                                          | 4:13                                                                                          |
| 7.                                                                                            | "静かな日々と安らかな写楽(ちょっと魔法でばんそうこ)"                                          | 1:31                                                                                          |
| 8.                                                                                            | "影の襲来と冒険心"                                                                            | 4:49                                                                                          |
| 9.                                                                                            | "闘いと甦る三つ目族の力"                                                                      | 5:59                                                                                          |
| 10.                                                                                           | "文明、古代と現代"                                                                            | 9:03                                                                                          |
| 11.                                                                                           | "エピローグ・悪魔のプリンス(?のブーメラン)"                                                   | 1:56                                                                                          |
| 12.                                                                                           | "ちよっと魔法でばんそうこ"                                                                    | 3:04                                                                                          |
| Tổng thời lượng:                                                                              | Tổng thời lượng:                                                                              | 52:39                                                                                         |

| Tezuka Osamu World Mitsume ga Tooru Music Collection II (手塚治虫ワールド 三つ目がとおる 音楽集II) | Tezuka Osamu World Mitsume ga Tooru Music Collection II (手塚治虫ワールド 三つ目がとおる 音楽集II) | Tezuka Osamu World Mitsume ga Tooru Music Collection II (手塚治虫ワールド 三つ目がとおる 音楽集II) |
| STT                                                                                                | Nhan đề                                                                                            | Thời lượng                                                                                         |
| -------------------------------------------------------------------------------------------------- | -------------------------------------------------------------------------------------------------- | -------------------------------------------------------------------------------------------------- |
| 1.                                                                                                 | "プロローグ:冒険への誘い"                                                                          | 3:28                                                                                               |
| 2.                                                                                                 | "?(ハテナ)のブーメラン（インストゥルメンタル）"                                                    | 3:00                                                                                               |
| 3.                                                                                                 | "旅立ちと忍び寄る影"                                                                               | 3:34                                                                                               |
| 4.                                                                                                 | "新しい世界で"                                                                                     | 4:18                                                                                               |
| 5.                                                                                                 | "探検"                                                                                             | 5:44                                                                                               |
| 6.                                                                                                 | "活劇"                                                                                             | 3:07                                                                                               |
| 7.                                                                                                 | "逃亡と発見"                                                                                       | 4:12                                                                                               |
| 8.                                                                                                 | "襲撃"                                                                                             | 2:08                                                                                               |
| 9.                                                                                                 | "別れと苦悩"                                                                                       | 5:10                                                                                               |
| 10.                                                                                                | "戦い"                                                                                             | 3:41                                                                                               |
| 11.                                                                                                | "消える文明"                                                                                       | 2:24                                                                                               |
| 12.                                                                                                | "エピローグ:新しい冒険へ"                                                                          | 2:38                                                                                               |
| 13.                                                                                                | "ちょっと魔法でばんそうこ（インストゥルメンタル）"                                                 | 3:02                                                                                               |
| Tổng thời lượng:                                                                                   | Tổng thời lượng:                                                                                   | 46:26                                                                                              |